# La bestia nel cuore
La bestia nel cuore (Nederlands: Het beest in het hart) is een Italiaanse film uit 2005 geregisseerd en geschreven door Cristina Comencini. De hoofdrollen worden vertolkt door Giovanna Mezzogiorno en Alessio Boni.
De film kreeg een Oscar-nominatie voor beste buitenlandse film.

## Verhaal
Sabina's vredig leventje wordt opgeschrikt door een serie nachtmerries over haar kinderjaren. Tegelijkertijd ontdekt ze dat ze zwanger is. Ze stelt zich vragen over haar woelige kinderjaren, opgevoed door een strenge familie. Ze zoekt de antwoorden in een reis naar de Verenigde Staten waar haar broer woont. Ze ziet dat hij ook getraumatiseerd is door het verleden en probeert het beest uit haar hart te halen.

## Rolverdeling
- Giovanna Mezzogiorno - Sabina
- Alessio Boni - Franco
- Stefania Rocca - Emilia
- Angela Finocchiaro - Maria
- Giuseppe Battiston - Andrea Negri
- Luigi Lo Cascio - Daniele
- Valerio Binasco - Vader
- Francesca Inaudi - Anita
- Lucy Akhurst - Anne
- Lewis Lemperuer Palmer - Giovanni